# إميلي كامينز
إميلي كامينز (بالإنجليزية: Emily Cummins)‏ هي رائدة أعمال ومخترِعة بريطانية، ولدت في 11 فبراير 1987.

## وصلات خارجية
- الموقع الرسمي